# Юрій Тишкевич-Логойський
Юрій Тишкевич-Логойський, або Юрій Тишкевич (пом. 1576) — урядник та державний діяч Великого Князівства Литовського та Речі Посполитої.

## Життєпис
- Дворянин господарський з 1550 р.
- Староста волковиський з 1557 р.
- Маршалок господарський (1558-1566)
- Маршалок королівський з 1566 р.
- Воєвода берестейський у 1566–1576 роках[5].
- Посол до Кримського ханства (1552 р.) і Московії (1554 р.).

## Родина
- Син Василя Тишкевича від Олександри Чорторийської[6].
- Його дружини: Ганна Котовичівна, Теодора Волович (другий шлюб).
- Та його сини: Ян Остап, Фрідріх (Фридерик), Мартин, Петро, Олександр, Юрій[7].
- Від першого шлюбу також мав трьох доньок, з них Софія вийшла за остерського старосту Лавріна Ратомського[8].